# Jacek Łuczak (muzyk)
Jacek Łuczak (ur. 1950) – polski artysta, twórca i wykonawca z nurtu piosenki autorskiej i poezji śpiewanej, gitarzysta. Uczestnik festiwali i przeglądów piosenki na terenie całego kraju: Bazuna (Gdańsk), Yapa (Łódź), OPPA (Warszawa), Smak (Myślibórz), czy FPiPS (Kraków).

## Kariera artystyczna
Swoją działalność artystyczną oraz twórczą rozpoczynał w klubie Wydziału Elektroniki Politechniki Warszawskiej „Amplitron”. Zadebiutował, tworząc wraz z Michałem Lorencem tzw. "Koalicję Wschodnią" z Wolną Grupą Bukowina na Jesiennym Ogólnopolskim Studenckim Przeglądzie Piosenki Turystycznej Bazuna '73. Następnie stał się współzałożycielem zespołu o nazwie "Ludzie z Boomu", działającego na terenie klubu Politechniki Warszawskiej BOOM. Na przełomie lat 70. i 80. artysta związał się z klubem Uniwersytetu Warszawskiego Sigma, gdzie współtworzył program poetycki zatytułowany Jak liście. Z tej grupy twórców w roku 1981 wyłonił się zespół Nasza Chata Skraja w składzie: Dorota Dobosz, Marek Majewski, Antoni Muracki, Jacek Łuczak, Bogusław Rynkowski.
Jacek Łuczak podczas Ogólnopolskich Spotkań Twórców i Wykonawców Piosenki Amatorskiej – Myślibórz '79 został nagrodzony "Hebanowym szczeblem do kariery" (I Nagroda). Otrzymał też I Nagrodę na III Ogólnopolskim Przeglądzie Piosenki Autorskiej (OPPA '80) oraz Wyróżnienie za piosenkę o ochronie środowiska pt. Makabreska na Ogólnopolskim Studenckim Przeglądzie Piosenki Turystycznej Yapa '75. Od roku 1980 jest członkiem ZAKR.
Jest twórcą wielu piosenek – m.in.: Mruczanka Blues, Na sprzedaż, Solo na smyczki i perkusję, Blues nie tylko dla żony, czy Pancerna Bossanova. Uczestniczył w wielu audycjach zarówno radiowych, m.in.: magazynie "Zgryz" Macieja Zębatego (Program III Polskiego Radia), "Gitarą i piórem" Janusza Deblessema (Program III Polskiego Radia), "Bar Bardów" Artura Górskiego-Motyla (Radio S), jak i telewizyjnych: "Powrót Bardów" Piotra Bukartyka (TVP 1).